# A-8028
La A-8028 est une route autonome andalouse qui relie le périphérique de Séville à  l'A-92 (Séville - Almérie) à l'est de l'agglomération.
Elle permet de relier directement la SE-30 à l'A-92 en venant du sud (Dos Hermanas, Utrera, …). Elle contourne la ville par le sud-est en connectant la SE-30 et l'A-92. 
Elle dessert le sud-est de Séville ainsi que les petites communes aux alentours et la zone industrielle Parsi.
Elle est à 2x2 voies avec échangeurs en giratoires et croisement.

## Tracé
- Elle débute au sud de Séville où elle se déconnecte du périphérique.
- Elle dessert la zone industrielle Parsi et vient ensuite se connecter à l'A-92 en direction de l'est.